# Jost (Familienname)
Jost ist ein deutscher Familienname.

## Herkunft und Bedeutung
Jost ist eine Form des Namens Jodok.

## Namensträger

### A
- Adolf Jost (1874–1908), österreichischer Psychologe
- Alfred Jost (1835–1899), Schweizer Politiker
- Aline Jost (* 1992), deutsche Schauspielerin
- Anna Monika Jost (* 1944), schweizerische Grafikdesignerin
- August Jost (1811–1866), fürstlicher Kammerrat in Berleburg und kommissarischer Landrat

### B
- Barbara Jost-Brinkmann (* 1948), deutsche Malerin
- Bastian Jost (vor 1485–nach 1498), deutscher Politiker, Dresdner Ratsherr und Bürgermeister
- Beat Jost (* 1954), Schweizer Gewerkschafter, Journalist und Politiker
- Bruno Jost (* 1949), deutscher Jurist, Bundesanwalt am Bundesgerichtshof

### C
- Carl Jost (1899–1967), Schweizer Fotograf
- Caro Jost (* 1965), deutsche Künstlerin
- Christian Jost (Lehrer) (1894–1967/1968), Schweizer Lehrer und Bergrettungsdienst-Gründer
- Christian Jost (Politiker) (1925–2007), Schweizer Politiker
- Christian Jost (Komponist) (* 1963), deutscher Komponist und Dirigent
- Christian Jost (* 1975), deutscher Keyboarder, siehe Falk Maria Schlegel
- Colin Jost (* 1982), US-amerikanischer Komiker, Schauspieler und Drehbuchautor

### D
- David Jost (* 1972), deutscher Musikproduzent, Songwriter und Musiker
- Dittmar Jost (1940–2002), deutscher Fußballspieler
- Dominik Jost (1922–1994), Schweizer Germanist, Hochschullehrer und Herausgeber

### E
- Eduard Jost (1837–1902), deutscher Autor
- Eike Jost (* 1940), deutscher Pädagoge und Hochschullehrer
- Ekkehard Jost (1938–2017), deutscher Musikwissenschaftler und Baritonsaxophonist
- Elisabeth Jost (1934–2018), deutsche Musiklehrerin, Kirchenmusikerin und Politikerin (SPD)
- Emil Jost (* 1928), deutscher Fußballspieler und -trainer
- Erich Jost (Erich Josef Jost; 1937–2021), deutscher Zellbiologe, Genetiker und Hochschullehrer
- Ernst Jost (Astronom) (1877–1945), deutscher Astronom
- Ernst Jost (Fabrikant) (1907–1991), Schweizer Möbelfabrikant
- Eugen Jost (* 1950), Schweizer Lyriker und Grafiker
- Eugène Jost (1865–1946), Schweizer Architekt
- Eva Maria Jost (* 1990), deutsche Schauspielerin

### F
- Franz Jost (1874–1938), Schweizer Geistlicher und Schriftsteller
- Friedrich Jost (1862–1931), deutscher Politiker (HBB) und Abgeordneter des Landtags des Volksstaates Hessen
- Friedrich August Jost (1774–1830), deutscher Landrat des Kreises Wittgenstein
- Fritz Jost (Politiker) (1903–1980), Schweizer Nationalrat des Kantons Zug
- Fritz Jost (Rechtswissenschaftler) (* 1949), deutscher Rechtswissenschaftler
- Fritz Jost (Radsportler), Schweizer Radsportler

### G
- Gesine Foljanty-Jost (* 1952), deutsche Japanologin und Hochschullehrerin
- Grete Jost (1916–1943), österreichische Widerstandskämpferin

### H
- H. E. Walter Jost (1865–1929), deutscher Maler
- Hans Jost (Mediziner) (1894–nach 1954), deutscher Physiologe und Hochschullehrer
- Hans Jost (Boxer) (* 1922), Schweizer Boxer
- Hans Jost (Ringer), saarländisch-deutscher Ringer
- Hans Ulrich Jost (* 1940), Schweizer Historiker
- Harry P. Jost (1945–2015), deutscher Filmemacher und Schriftsteller, siehe Heinz-Peter Baecker
- Heinrich Jost (1889–1948), deutscher Typograph und Druckschriftgestalter
- Heinz Jost (1904–1964), deutscher SS-Brigadeführer und Generalmajor
- Heinz Jost (Grafiker) (1934–1997), Schweizer Grafiker und Plakatkünstler
- Helmut Jost (* 1957), deutscher Sänger und Musiker
- Henry L. Jost (1873–1950), US-amerikanischer Politiker
- Hermann Jost (1865–1950), von 1904 bis 1945 Leiter der Papierfabrik Sebnitz
- Hildebrand Jost (1585–1638), Schweizer römisch-katholischer Geistlicher und Bischof von Sitten

### I
- Isaak Markus Jost (1793–1860), deutscher Historiker

### J
- Jakob Jost (1904–1960), deutscher Politiker (CDU)
- Jeff Jost (* 1948), US-amerikanischer Bobfahrer
- Jerry Jost (1929–2014), US-amerikanischer Tontechniker
- Jodokus Jost (Jost von Brechershäusern, 1589–1657), Schweizer Bauer und Chronist
- Johann Karl Friedrich Jost (1789–1870), deutscher Schauspieler und Sänger
- Johannes Jost (Brauer) (1850–1916), deutscher Brauereigründer und Unternehmer
- Johannes Gustav Adolf Jost (1872–1948), deutscher Arzt, Tierarzt und Hochschullehrer
- Jon Jost (* 1943), US-amerikanischer Filmregisseur, Drehbuchautor, Kameramann und Filmeditor
- Josef Jost-Haas (1878–nach 1946), deutscher Kaufmann, Landwirt und Landrat
- Julia Jost (* 1982), österreichische Theaterregisseurin und Autorin
- Julius Jost († 1919/1920), deutscher Architekt
- Jupp Jost (Josef Jost; 1920–1993), deutscher Maler, Grafiker, Bildhauer und Innenarchitekt
- Jürg Jost (* 1959), Geologe
- Jürgen Jost (* 1956), deutscher Mathematiker

### K
- Kacey Jost (* 2000), US-amerikanische Volleyballspielerin
- Karl Jost (Politiker) (Johann Karl Jost, 1832–1898), deutscher Politiker, Landtagsabgeordneter Großherzogtum Hessen
- Karl Jost (Anglist) (1882–1960), Schweizer Anglist und Hochschullehrer
- Karl Jost (Archivar) (1909–1967), deutscher Archivar und Genealoge
- Karl Jost (Kunsthistoriker) (* 1944), Schweizer Kunsthistoriker

### L
- Larry Jost (1921–2001), US-amerikanischer Tontechniker
- Ludwig Jost (1865–1947), deutscher Botaniker und Hochschullehrer

### M
- Many Jost (1897–1992), deutsche Malerin
- Marc Jost (* 1974), Schweizer Politiker
- Martin Jost (1882–1955), deutscher Politiker
- Martina Jost (* 1961), deutsche Politikerin (AfD)
- Mathieu Jost (* 1981), französischer Eiskunstläufer
- Melanie Jost (* 1973), deutsche Tischtennisspielerin
- Michael Jost (* 1988), deutscher Basketballspieler

### O
- Otto Jost (1927–2016), deutscher Lehrer, Ornithologe und Heimatforscher

### P
- Patricia Jost (* 1993), Schweizer Biathletin
- Paul Jost (Fabrikant) (1911–1986), Schweizer Fabrikant
- Paul-Georg Jost-Brinkmann (* 1960), deutscher Kieferorthopäde und Hochschullehrer
- Peter Jost (Bergmann) († 1583?), Begründer des Galmeibergbaus in Oberschlesien
- Peter Jost (Ingenieur) (H. Peter Jost; 1921–2016), britischer Ingenieur
- Peter Jost (Schauspieler) (auch Peter P. Jost), deutsch-österreichischer Schauspieler
- Peter Jost (Schriftsteller) (* 1952), Schweizer Schriftsteller, Autor und Dramaturg
- Peter Jost (Musikwissenschaftler) (* 1960), deutscher Musikwissenschaftler
- Peter Jost (Journalist) (* 1974), Schweizer Journalist
- Peter Paul Jost (1925–1974), deutscher Architekt und Politiker (SPD)
- Philipp Jost (1818–1885), Landtagsabgeordneter Großherzogtum Hessen

### R
- Raphael Jost (* 1988), Schweizer Jazz- und Pop-Musiker
- Reinhold Jost (* 1966), deutscher Politiker (SPD)
- Renate Jost (* 1955), deutsche Feministische Theologin
- Res Jost (1918–1990), Schweizer theoretischer Physiker
- Rob Jost (* um 1980), US-amerikanischer Jazz- und Studiomusiker
- Rolf Jost (1939–2021), Schweizer Maler und paläontologischer Sammler
- Ronny Jost (* 1988), Schweizer Autorennfahrer
- Rudolf Jost (* 1965), Schweizer Designer und Kostümbildner

### S
- Silvia Jost (* 1945), Schweizer Schauspielerin
- Stephen F. Jost (* um 1972), Generalleutnant der US Air Force

### T
- Tamara Jost (* 1984), Schweizer Politikerin (GLP)
- Tanja Jost (* 1974), deutsche Politikerin (CDU)
- Theodor Jost (1895–1938), österreichischer Architekt
- Tim Jost (* 1985), deutscher Handballspieler
- Tizian Jost (* 1966), deutscher Jazzpianist und -vibraphonist
- Tyson Jost (* 1998), kanadischer Eishockeyspieler

### U
- Urs Jost (* 1963), Schweizer Maler, Grafiker
- Ursula Jost (um 1500–vor 1539), Visionärin und Mitglied der Täuferbewegung

### V
- Valentin Jost (1920–2007), deutscher Kommunalpolitiker (SPD)

### W
- Walter Jost (1896–1945), deutscher Generalleutnant
- Walter Jost (Unternehmer) (1896–1965), deutscher Unternehmer
- Werner Jost (1906–1971), Schweizer Diplomat
- Wilhelm Jost (Geistlicher) (Johann Wilhelm Jost; 1802–1864), deutscher Geistlicher und Politiker, MdL Nassau
- Wilhelm Jost (Architekt, 1874) (1874–1944), deutscher Architekt und Baubeamter
- Wilhelm Jost (Geophysiker) (1882–1964), Schweizer Lehrer, Geophysiker und Gletscherforscher
- Wilhelm Jost (Architekt, 1887) (1887–1948), deutscher Architekt und Hochschullehrer
- Wilhelm Jost (Physikochemiker) (1903–1988), deutscher Physikochemiker
- Wolfgang Jost (* 1959), deutscher Neurologe

### X
- Xenia Jost (* 1998), serbisch-deutsche Kanutin